# Handball-Bayernliga 1978/79
Die Saison 1978/79 der Handball-Bayernliga war die einundzwanzigste Spielzeit der höchsten bayerischen Handballliga, die als dritthöchste Spielklasse im deutschen Ligensystem eingestuft war. 

## Saisonverlauf
Die Meisterschaft gewann der TSV 1860 Ansbach, der sich in dieser Saison über die Aufstiegsspiele nicht für den Aufstieg in die Regionalliga Süd qualifizieren konnte. Vizemeister wurde der TSV Aichach. Die Absteiger waren die Regensburger TS und der VfL Wunsiedel.

### Teilnehmer
Neu in der Liga waren der TSV 1860 Ansbach und der TSV Aichach, beides Aufsteiger aus der Verbandsliga Bayern. Nicht mehr dabei waren der TG 1848 Würzburg, Aufsteiger in die RL-Süd und die Absteiger FC Bayern München sowie der TB 1888 Erlangen aus der Vorsaison.

### Modus
Es wurde eine Hin- und Rückrunde gespielt. Platz eins war der Bayerischer Meister und Teilnehmer an den Aufstiegsspielen zur Regionalliga Süd 1979/80. Die Plätze neun und zehn waren die Absteiger, die den Weg in die Verbandsliga 1979/80 antreten mussten.

### Abschlusstabelle

Bereich des „Bayerischen Handballverbandes“ (BHV)

Saison 1978/79 
|     | Mannschaft             | Spiele | Punkte |
| --- | ---------------------- | ------ | ------ |
| 1.  | TSV 1860 Ansbach (N)   | 18     | 25:11  |
| 2.  | TSV Aichach (N)        | 18     | 23:13  |
| 3.  | TSV 1861 Zirndorf      | 18     | 23:13  |
| 4.  | FC Augsburg (Handball) | 18     | 21:15  |
| 5.  | TSV 1846 Lohr          | 18     | 20:16  |
| 6.  | TSV 1863 Marktoberdorf | 18     | 18:18  |
| 7.  | Post SV Regensburg     | 18     | 16:20  |
| 8.  | TV 1848 Erlangen       | 18     | 16:20  |
| 9.  | Regensburger TS        | 18     | 10:26  |
| 10. | VfL Wunsiedel          | 18     | 8:28   |

(N) = Neu in der Liga (Aufsteiger) 

 Meister und für die Aufstiegsspiele zur Handball-Regionalliga Süd 1979/80 qualifiziert
  „Für die Bayernliga 1979/80 qualifiziert“ 
  „Absteiger“ in die Verbandsliga 1979/80